# بنابنا
بنابنا یکی از روستاهای استان ارتفاعات شرقی، واقع در کشور پاپوآ گینه نو است.